# Copacabana Palace
Il Belmond Copacabana Palace è un celebre hotel costruito nel 1923 a Rio de Janeiro in Brasile, di fronte all'oceano sulla famosissima spiaggia di Copacabana.
Esso è considerato il primo grande hotel del Sudamerica e per anni ha ospitato i più grandi divi internazionali in visita a Rio de Janeiro.

## Storia
Il palazzo è stato costruito da Octávio Guinle e Francisco Castro Silva tra il 1919 ed il 1923, che chiamarono il celebre architetto francese Joseph Gire (già ideatore dell'Hôtel Négresco di Nizza e dell'Hotel Carlton a Cannes).